# Molène blattaire
Pour les articles homonymes, voir Molène.
Verbascum blattaria
Espèce
Classification APG III (2009)
La Molène blattaire ou Herbe-aux-mites, (Verbascum blattaria) est une plante herbacée de la famille des Scrofulariacées.

## Historique et dénomination
L'espèce est décrite par le naturaliste suédois Carl von Linné en 1753.

## Description

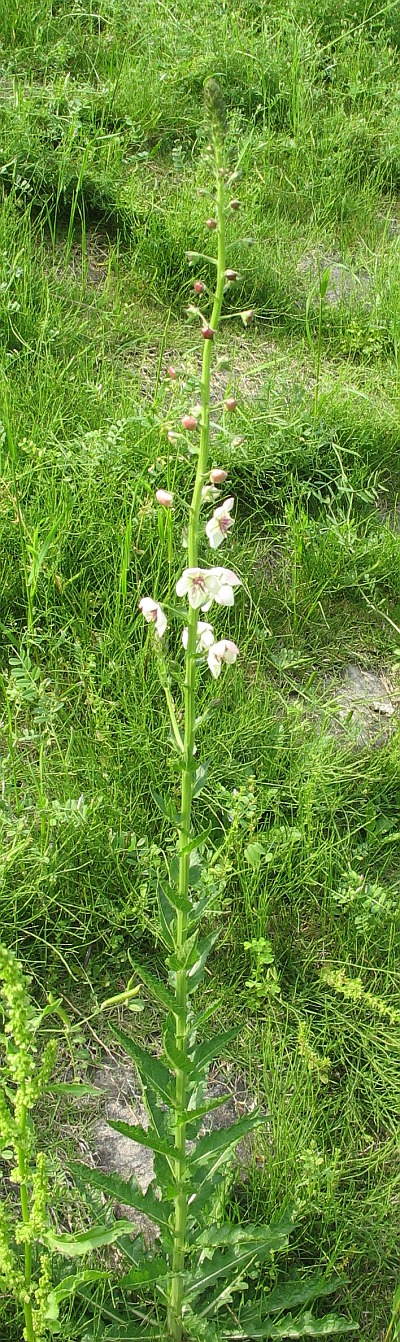
" Habitus "
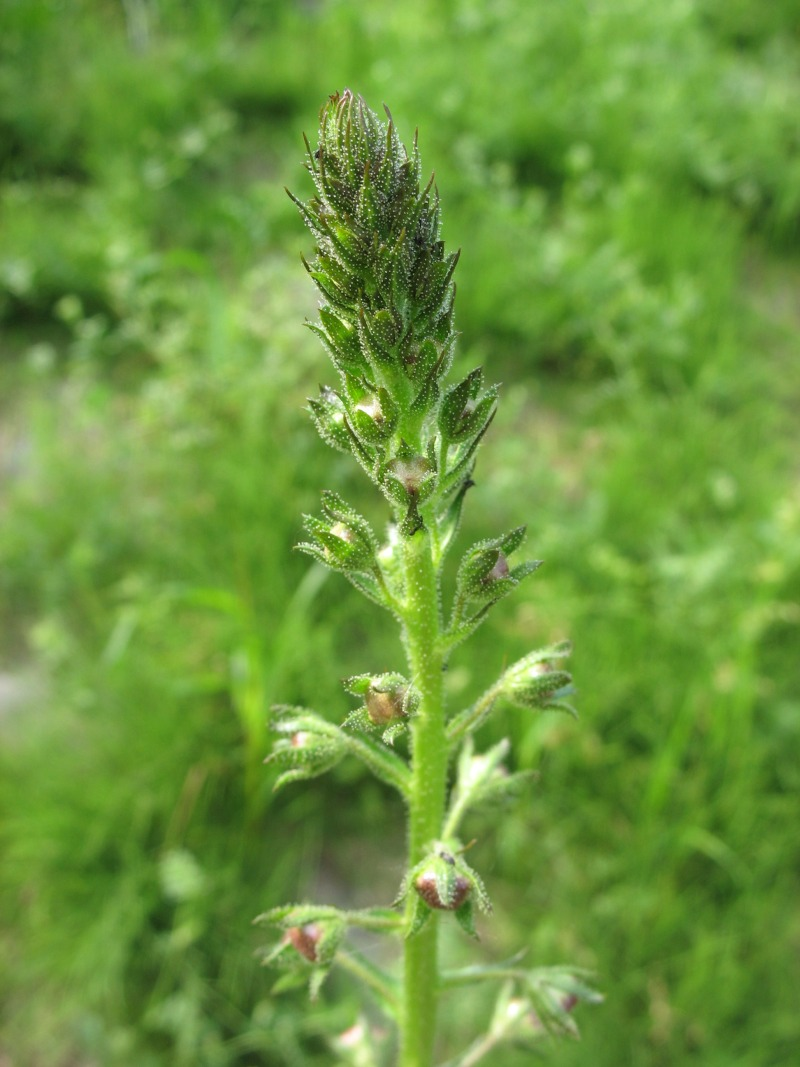
Boutons de fleurs
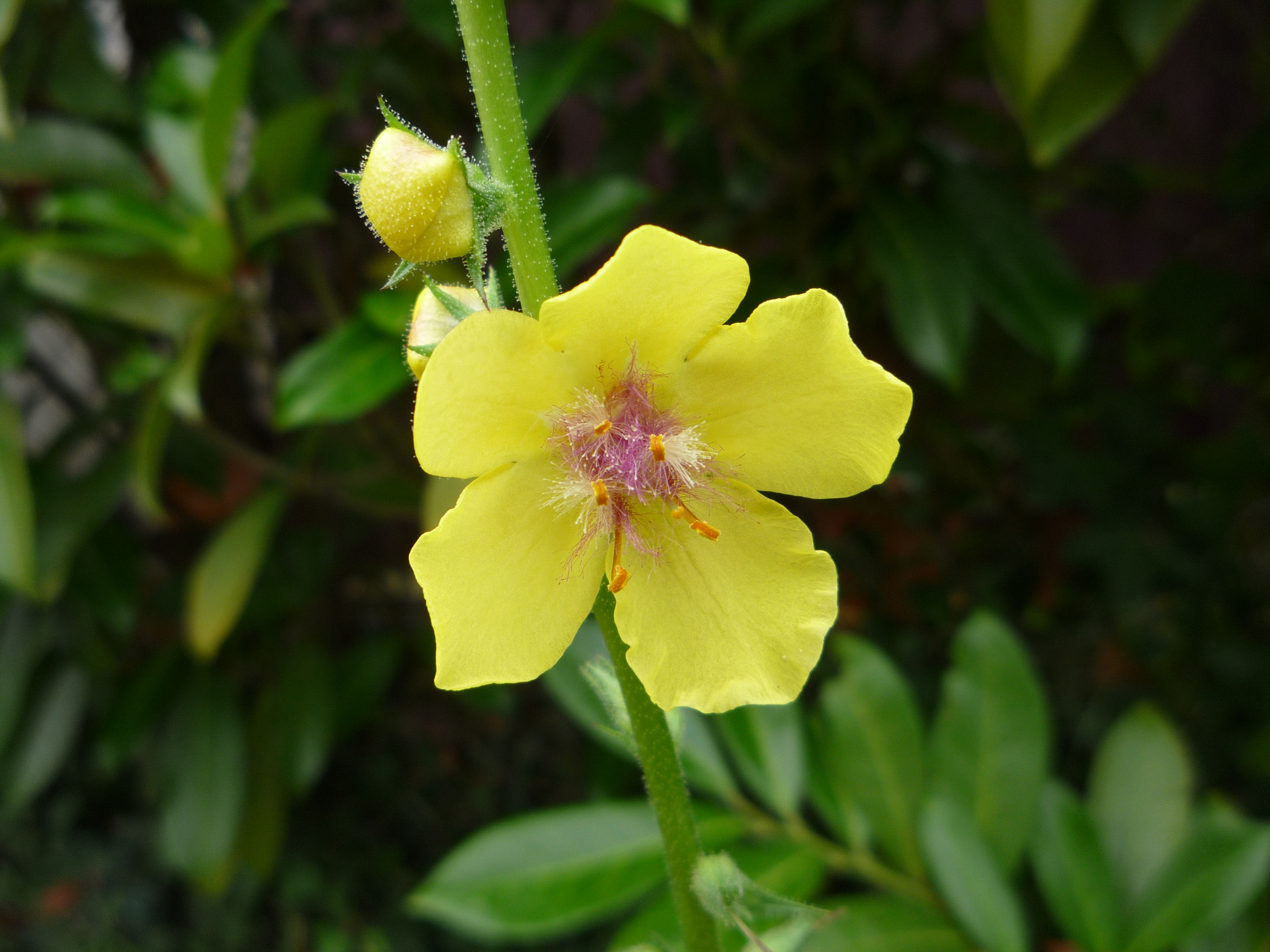
Fleur
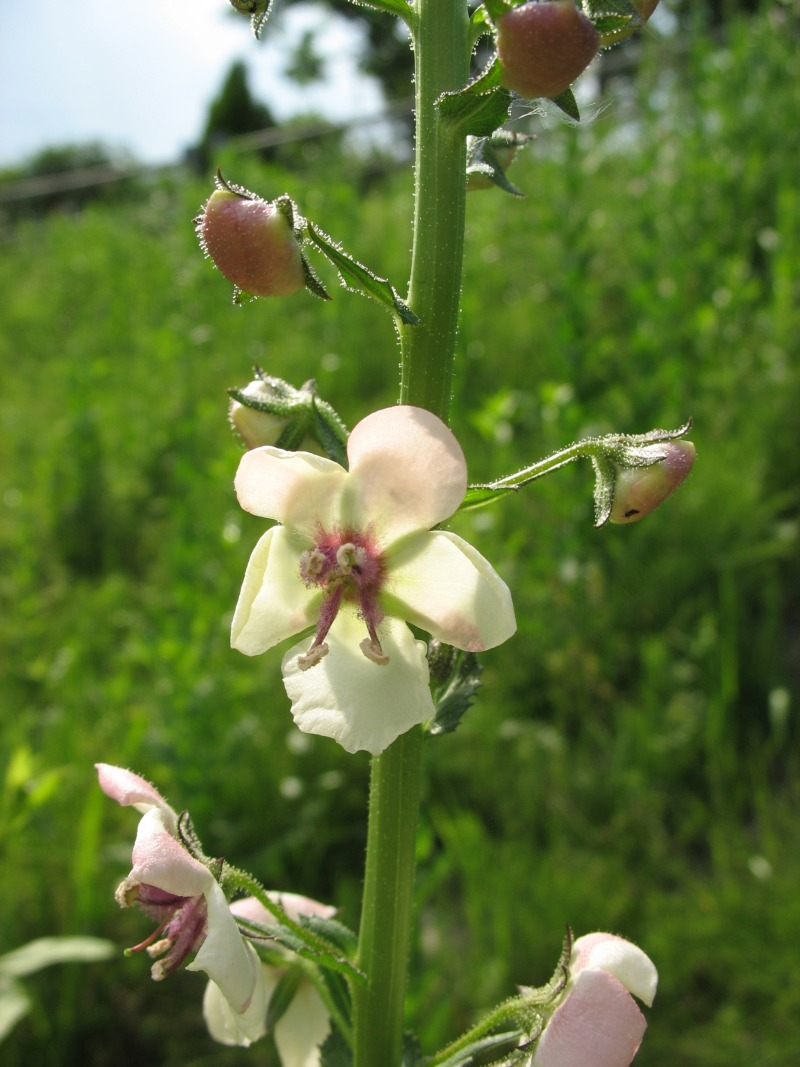
Fleur, forme blanche
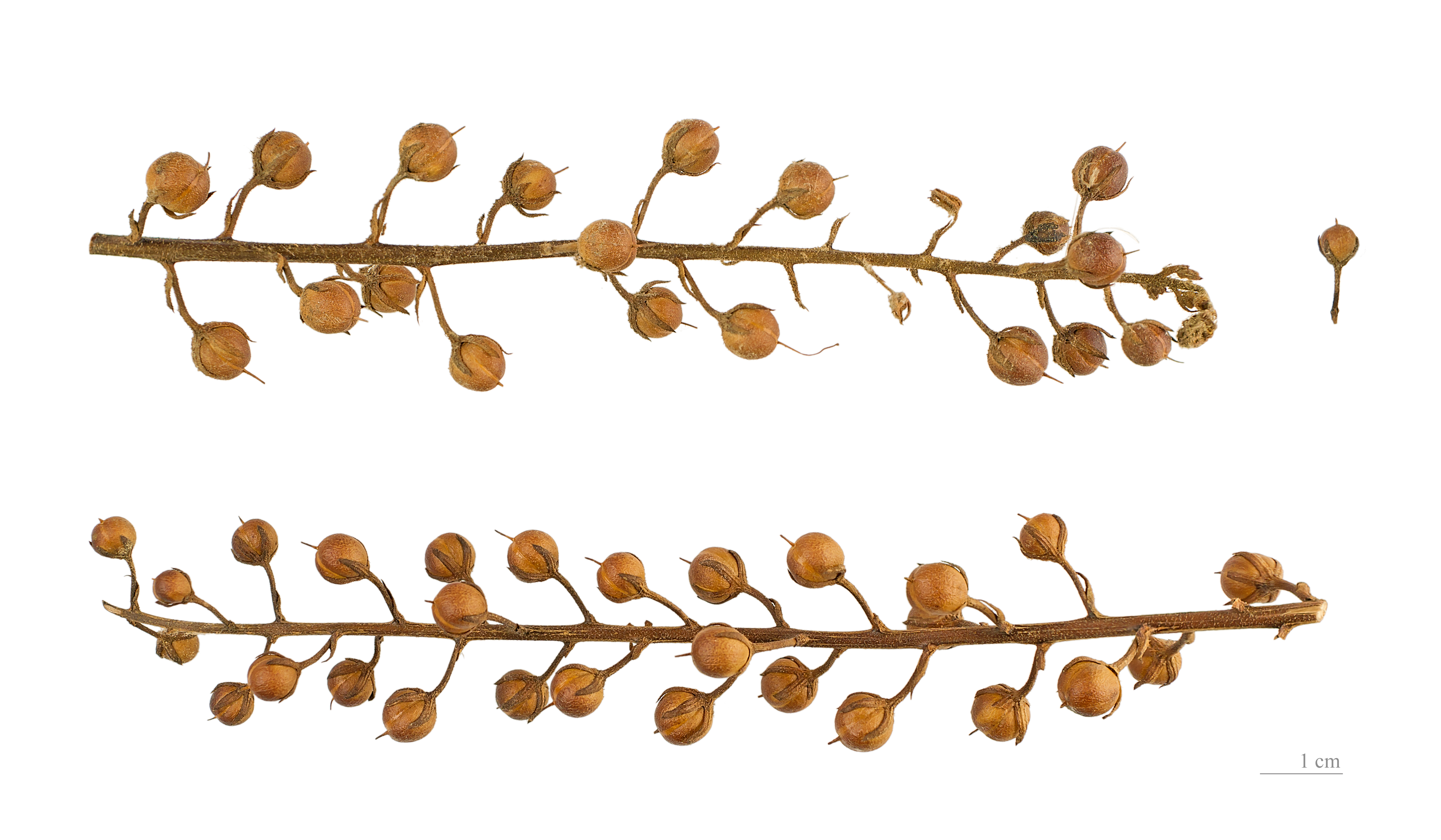
Capsules - Muséum de Toulouse.

### Caractéristiques
Organes reproducteurs
- Type d'inflorescence : racème simple
- Répartition des sexes : hermaphrodite
- Type de pollinisation : entomogame, autogame
- Période de floraison : juin à septembre

Graine
- Type de fruit : capsule
- Mode de dissémination : épizoochore

### Habitat et répartition
- Habitat type : friches vivaces xérophiles, médioeuropéennes, mésothermes
- Aire de répartition : européen méridional

Données d'après : Julve, Ph., 1998 ff. - Baseflor. Index botanique, écologique et chorologique de la flore de France. Version : 23 avril 2004.